# توم ديكون
توم ديكون (بالإنجليزية: Tom Deacon)‏ هو مقدم برامج إذاعية بريطاني، ولد في 1 فبراير 1986 في ساوثهامبتون في المملكة المتحدة.

## وصلات خارجية
- توم ديكون على موقع IMDb (الإنجليزية)